# فرانز ألفريد مين
فرانز ألفريد مين (Frans Alfred Meeng) (مواليد 18 يناير 1910) هو لاعب كرة قدم. يلعب مع منتخب الهند الشرقية الهولندية لكرة القدم. سبق له أن لعب في كأس العالم لكرة القدم مع منتخب بلاده.

## وصلات خارجية
- فرانز ألفريد مين على موقع الاتحاد الدولي (مؤرشف)  (الإنجليزية)
- فرانز ألفريد مين على موقع ناشيونال فوتبول تيمز (الإنجليزية)
- فرانز ألفريد مين على موقع عالم كرة القدم.نت (الإنجليزية)